# Соловьёв, Алексей Юрьевич
Соловьёв Алексей Юрьевич (род. 1 июля 1990) — российский пауэрлифтер.

## Карьера
С 2015 по н.в. основной род деятельности в спорте — пауэрлифтинг.
В июне 2015 г.впервые принял участие во Всероссийском турнире на призы ЗМС М.Гурьянова, где впервые показал результат 200 кг.
В мае 2016 г. на Всероссийских соревнованиях по пауэрлифтингу «Огни Москвы» выполнил норматив мастера спорта России.
В октябре 2016 г.стал серебряным призером России по классическому жиму.
В мае 2018 г. выиграл Чемпионат мира по версии АСМ «Витязь».
В октябре 2018 г.выиграл чемпионат мира по версии WRPF,получил карту PRO и установил новый мировой рекорд в категории до 110 кг.-260 кг.
23 марта 2019гг побил мировой рекорд на открытом Кубке России по версии Global Powerlifting Alliance Drug Free с результатом 273 кг в категории до 110 кг.
31 марта на открытом Чемпионате России по жиму штанги лежа побил мировой рекорд WRPF c результатом 270 кг в категории до 110 кг.
В июне 2019 г. побил мировой рекорд по версии WPF с результатом 270 кг в категории до 110 кг.